# Hexatoma madrasensis
Hexatoma madrasensis är en tvåvingeart som beskrevs av Alexander 1961. Hexatoma madrasensis ingår i släktet Hexatoma och familjen småharkrankar. Inga underarter finns listade i Catalogue of Life.